# الشعب الاسفل (العدين)

تعديل مصدري - تعديل

الشعب الاسفل محلة تابعة لقرية الشقرة، التابعة لعزلة قداس بمديرية العدين إحدى مديريات محافظة إب في الجمهورية اليمنية، بلغ تعداد سكانها 94 حسب تعداد اليمن لعام 2004.